# Кесяранта
Ке́сяранта (фин. Kesäranta, на русский язык переводится как Летний берег швед. Sommarstrand; также известна как Вилла Бьялбу швед. Villa Bjälbo) — резиденция премьер-министров Финляндии, расположенная в Хельсинки.

## История
Вилла была спроектирована и построена в 1873 году как дача архитектора Франса Колониуса.
В 1904 году, когда здание было приобретено правительством и предназначено в качестве летней резиденции российских генерал-губернаторов Финляндии, необходимые изменения в планировку внёс архитектор Юхан Якоб Аренберг.